# Dyckia affinis
Espèce
Classification APG III (2009)
Dyckia affinis est une espèce de plantes à fleurs de la famille des Bromeliaceae, endémique du Paraguay et décrite en 1889.

## Distribution
L'espèce est endémique du Paraguay.

## Description
Selon la classification de Raunkier, l'espèce est chamaephyte ou hémicryptophyte.